# Mont Colomb
Le mont Colomb est un sommet situé dans la haute vallée de la Vésubie, dans le département des Alpes-Maritimes, en France.

## Géographie
Le mont Colomb se situe entre le mont Ponset, au sud, et la cime Cabret, au nord. Ce sommet est situé sur la crête qui sépare le vallon de Fenestre de celui de la Gordolasque. Le mont Colomb est situé dans le parc National du Mercantour. Son altitude est de 2 816 m. D'un point de vue géologique, le mont Colomb est constituée d'anatexites (également appelée localement migmatites de Fenestre).

## Histoire
La plus ancienne ascension documentée emprunte l'arête nord, et a été effectuée par Victor de Cessole, accompagné des guides Jean et J.B. Plent, le 26 novembre 1899. Cependant, la voie normale au départ de la Madone de Fenestre emprunte le versant sud-ouest, et la première ascension documentée de cet itinéraire a été effectuée par J. Goiran, A. Masson et Vincent Paschetta le 27 novembre 1929. 

## Accès
L'itinéraire de la voie normale démarre du refuge de la Madone de Fenestre. Il remonte jusqu'au lac du mont Colomb. Il emprunte ensuite la combe en direction du nord-est puis remonte le couloir d'éboulis jusqu'au sommet.

### Cartographie
- Carte 3741OT au 1/25 000 de l'IGN : « Vallée de la Vésubie - Parc national du Mercantour »